# Gedult von Jungenfeld

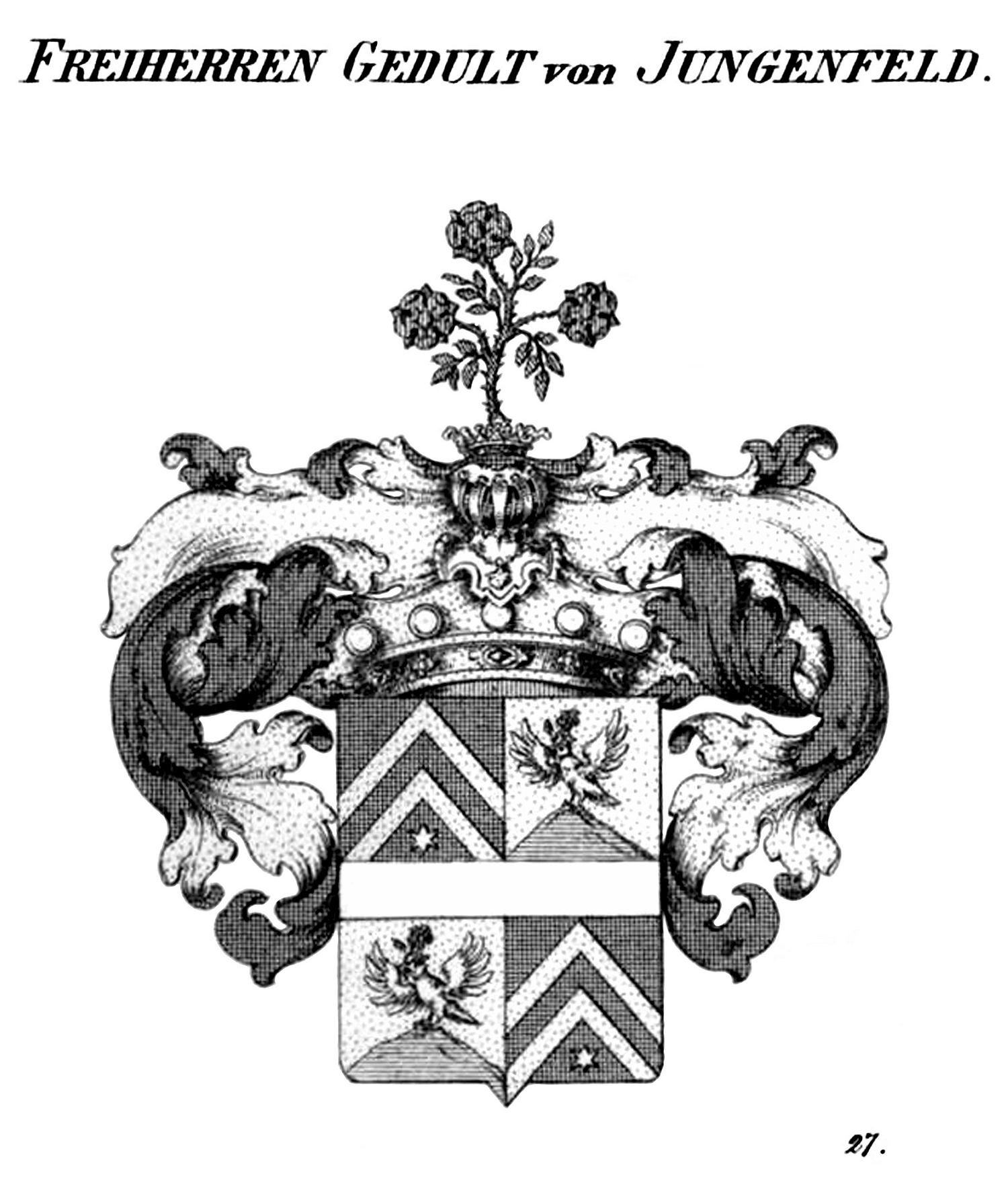
Wappen der Freiherrn Gedult von Jungenfeld

Gedult von Jungenfeld ist der Name eines Adelsgeschlechts im Ritterkanton Oberrhein, dessen Angehörige überwiegend im Mainzer Raum aktiv waren.

## Adelserhebungen
- Rittermäßiger Reichsadelsstand am 18. Januar 1530 in Augsburg für die Brüder Hans Leonhard Gedult, kaiserlicher Kriegsrat und Hauptmann der Leibgarde, Johann Conrad Gedult, kaiserlicher Rat und Oberst, sowie Maximilian Ernst Gedult, kaiserlicher Hauptmann der Leibgarde.
- Kaiserliche Wappenbestätigung und Verleihung des Prädikats „von Jungenfeld“ am 8. September 1696 in Ebersdorf für Johann Conrad Gedult, kaiserlicher Rat und Postmeister in Mainz.
- Großherzoglich hessische Adelserneuerung unter Anerkennung des Freiherrntitels am 12. April 1820 in Darmstadt für Edmund Gedult von Jungenfeld, Oberbürgermeister von Mainz.
- Großherzoglich hessische Anerkennung des Freiherrntitels am 30. Juni 1905 für die Nachkommen des Franz Gedult von Jungenfeld († 1851), großherzoglich hessischer Kammerherr und Postmeister in Mainz.

## Wappen (1696)
Geviert und von einem silbernen Balken überzogen, 1 und 4 in Schwarz zwei goldene Sparren, unten begleitet von einem goldenen Stern, 2 und 3 in Gold auf blauem Hügel eine gekrönte silberne Taube mit natürlichem Rosenzweig im Schnabel. Auf dem Helm mit schwarz-goldenen Decken ein grüner Zweig mit drei roten Rosen.

## Namensträger

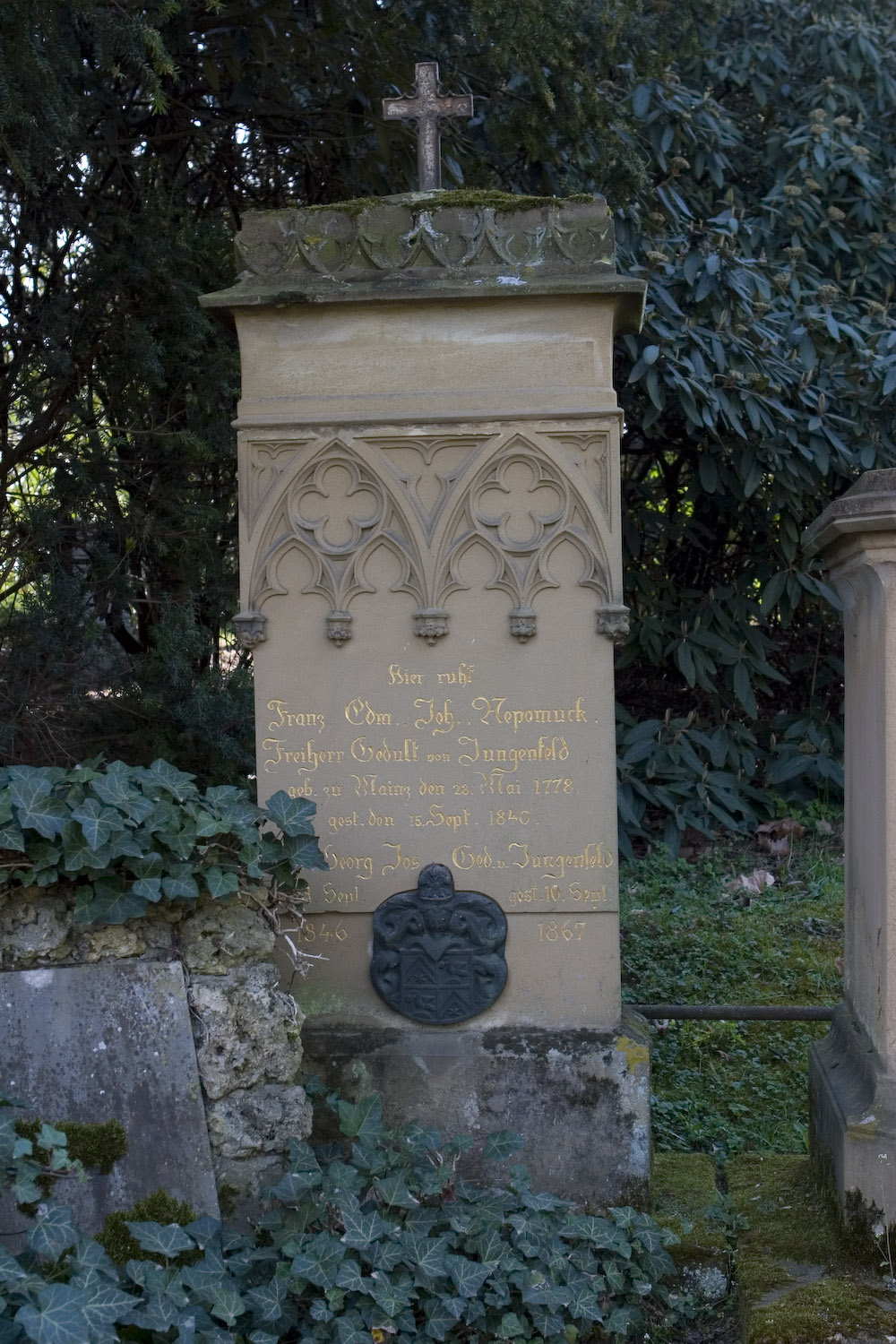
Grabstätte der Familie Jungenfeld auf dem Mainzer Hauptfriedhof

- Johann Conrad Freiherr Gedult von Jungenfeld, Postmeister in Mainz (Kurmainz) von 1649 bis 1697; 1676 erwarb er die Lehensgüter des ausgestorbenen Geschlechts „Zum Jungen“ in der Weisenauer Gemarkung, das sogenannte „Jungische Feld“.[2][3]
- Johann Edmund Freiherr Gedult von Jungenfeld (1652–1727), Dekan des St. Peterstifts, des Liebfrauenstifts zu den Staffeln und des Heiligkreuzstifts; von 1703 bis 1727 Weihbischof des Bistums Mainz in partibus Rheni (Sitz in Mainz). Johann Edmund ließ das „Jungenfeld'sche Herrenhaus“ in Finthen erbauen und erwarb 1724 die Wiesenmühle in Flörsheim am Main. Noch heute besteht ein Messstipendium im Mainzer Dom für ihn.[4][5]

I. Linie:
- Stammvater: Franz Anselm Joseph Freiherr Gedult von Jungenfeld (1773–1851), großherzoglich hessischer Kammerherr und Postmeister in Mainz.[6]
- Rudolph Johann Adam Freiherr Gedult von Jungenfeld (1812–1880), Großherzoglich hessischer Oberpostkommissar und Postmeister in Mainz.
- Franz Anselm Joseph Edmund Freiherr Gedult von Jungenfeld (1845–1904), Soldat in der Freiwilligenarmee von Erzherzog Maximilian von Österreich. Sergeant in der Königlich Niederländisch-Indischen Armee von 1868 bis 1872, Handelsangestellter in Batavia (Niederländisch-Indien) und in Mainz, Ritter im Guadalupe-Orden, Hauptmann der Miliz in Batavia.
- Philipp Moritz Freiherr Gedult von Jungenfeld (1851–1904), Ingenieur.
- Carl Rudolph Freiherr Gedult von Jungenfeld (1856–1914). Gutsbesitz in Falsztyn und Łapsze Niżne in der seinerzeit ungarischen, heute polnischen Zips.

II. Linie:
- Stammvater: Franz Edmund Johann Nepomuk Freiherr Gedult von Jungenfeld (1778–1840), der erste Bürgermeister von Mainz nach der französischen Besetzung unter Napoleon
- Arnold Ferdinand Freiherr Gedult von Jungenfeld (1810–1893), hessischer Richter und Abgeordneter der 2. Kammer der Landstände des Großherzogtums Hessen
  - …
    - Arnold Ferdinand Eduard Freiherr Gedult von Jungenfeld (* 1875), Vizepräsident am Mainzer Obergericht[7]
- Joseph Freiherr Gedult von Jungenfeld (1812–1899), Großherzoglich hessischer Kammerherr und Generalmajor à la suite
  - …
    - Arnold Joseph Wilhelm Freiherr Gedult von Jungenfeld (1886–1962), Vorstandsdirektor in der Automobilindustrie[8]
    - Wilhelm-Ernst (Ernesto) Freiherr Gedult von Jungenfeld (1893–1966), Oberst und Kriegsliterat

Weitere:
- Edmund Freiherr Gedult von Jungenfeld (1813–1886), Kaufmann, ehrenamtlicher Leiter der Mainzer Sparkasse. Mainzer Ehrenbürger seit 1886.
- Edmund Freiherr Gedult von Jungenfeld (1922–2009), kriegsgefangener Soldat im Lager 501 bei Chartres, im Block I, dem sogenannten Stacheldrahtseminar, seit 1951 Priester des Bistums Mainz.[9]